# 崇西水虱
崇西水虱属（學名：Chongxidotea）是甲壳动物的一个属，目前只有一个物种崇西水虱。
崇西水虱属于底栖生物，身体狭长，约2厘米，是河口淡水环境指示种，主要分布在中国上海崇西湿地。
该属在2010年确立，之前一直把崇西水虱误认为光背节鞭水虱。